# Пилипенки (старшинський рід)
Пилипенки — козацько-старшинський рід, представники якого обіймали численні уряди в Переяславському полку. 
Після ліквідації Гетьманщини в кінці XVIII ст., щонайменше одна з гілок отримала дворянство.

## Походження
Достеменне походження невідоме. Перші згадки сягають 1649 р., коли Мартин та Іван Пилипенки були вписані до переяславського полкового товариства. Згідно різних джерел вони були або братами, або родичами. Крім того існують відомості що в них були ще два брати — козак Микита та козацький полковник Пантелеймон.
Мартин в 1650 р. отримав перяславське полковництво, проте загинув згідно одних даних того ж року, згідно інших наступного під час Берестецької битви. Був одружений з Ганною Золотаренко, з якою мав трьох синів про яких відомостей майже не залишилось. Відомо що Стефан проживав в м. Корсунь, а його племінник, син Данила, був козаком Ічнянської сотні та засновником роду Даценків (за іншими даними прізвищем Даценко почав послуговуватись ще його батько — Данило Мартинович). 

## Фамільний архів
Родовий архів Пилипенків на сьогодні залишається недослідженим, а його давня частина (друга пол. XVII — перша половина XVIII ст.) була з часом розпорошена. На сьогодні в українських та російських зібраннях збереглись такі документи з нього:
- три давні універсали кінця XVII ст. — початку XVIII ст., які стосуються Івана Пилипенка, його сина Михайла та онука Якова збереглись в рукописній частині Пушкінського Дому[4]
- колекція оригіналів та копій особистих та майнових документів, духовних заповітів, а також універсалів сотника та переяславського осавула Якова Пилипенка зберігається у фондах РДІА[5]
- оригінал універсалу Якову Михайловичу на переяславське полкове осавульство зберігається у комплексі рукописів XVI–XX ст. ІР НБУВ[6]
- в зібранні ЦДІАК зберігаються давні копії із фонду Генерального архіву, а також копії на мікрофільмах передані російськими архівами[7]

Новітня частина архіву з середини XVIII по кінець XIX ст. збереглась як родинний фонд поміщиків та дворян Пилипенків-Д'яконових в Державному архіві Одеської області. Він містить сімейні та майнові документи, зокрема документи пов'язані з поміщицькими володіннями родини: установча грамота села Пилипчич, ревізькі казки містечка Варви ітд. А також документи бічних гілок роду: Рустановичів, Маркевичів ітд.

## Родовід
- Мартин Пилипенко (пом. до 1651), переяславський полковник. Дружина — Ганна Никифорівна Золотаренко (пом. після 1671)[9][10][11][12][13]
  - Стефан Мартинович
  - Осип Мартинович
  - Данило Мартинович, дружина — Євдокія Іванівна Іскра[9]
    - Іван Даценко (пом. до 1710), дружина — Ганна Андріївна Стороженко (пом. після 1710)[14][15]

- Іван Пилипенко (нар. до 1629 — пом. після 1688)
  - Федір Іванович (пом. бл. 1722), дружина — Пелагея[16]
    - Данило (Дацько) Федорович[2]

  - Ірина Іванівна (пом. після 1717)[17], чоловік — Іван Безбородько (пом. 1717)[18]
  - Михайло Іванович (пом. 1699)
    - Анастасія Михайлівна, чоловік — Ілля Михайлович Турчиновський (нар. 1695)[19]
    - Михайло Михайлович[2]
    - Яків Михайлович (нар. 1694 — пом. після 1767)[20][21], дружина, дружина — Тетяна Євстратіївна Гулак (нар. 1701 — пом. до 1763)[21]
      - Ганна Яківна (нар. між 1727 і 1748), чоловік — Григорій Васильович Косяровський (нар. 1731)
      - Гафія Яківна (нар. 1742 — пом. після 1775), чоловік — Максим Романович Сноєвський (нар. бл. 1730 — пом. після 1775), син польського шляхтича з м. Глуська. Суддя розправний.[21]
      - Кіндрат Якович — переяславський полковий канцелярист[2]
      - Наталія Яківна (нар. 1738 — пом. 1774), чоловік — Юхим Данилевський (нар. до 1739 — пом. після 1775)
      - Єлисей Якович, переяславський полковий канцелярист (1773—1781)[2]
      - Євдокія Яківна I (нар. 1725)[17], чоловік — Зиновій Якович Борсук (нар. бл. 1720 — пом. бл. 1785)
      - Семен Якович (нар. раніше 1740 — пом. після 1782)[22][3], дружина — Параскева Іванівна Нестелей (нар. 1744 — пом. після 1762)[23][24]
        - Агрофена Семенівна (нар. 18 вересня 1782 — пом. до 1798), чоловік — Іван Йосипович Танський (нар. бл. 1759 — пом. 1806)
        - Іван Семенович[21]
        - Ганна Семенівна (нар. 1727 — пом. після 1748)
        - Євдокія Семенівна (нар. 1725 — пом. після 1748)

      - Федір Якович (нар. 1732 — пом. після 1777), дружина — Марина Степанівна Ілляшенко (нар. 1742 — пом. до 1774)[9][2][3][21]
        - Іван Федорович

      - Тетяна Яківна (нар. 1730), чоловік — Семен Лаврентійович Капцевич (пом. до 1763)[9]
      - Євдокія Яківна II (нар. 1725 чи 1729), чоловік — Павло Матвійович Шум (нар. до 1729 — пом. 1783)
      - Феодосія Яківна (нар. 1715), чоловік — Микита Олексійович Мандрика (нар. прибл. 1708 — пом. після 1789)
      - Єфросинія Яківна (нар. 1710), чоловік — Григорій Іванович Зуєвич (Зуй) (нар. 1708 — пом. після 1767)[2][25]
      - Іван Якович (нар. 1728 — пом. після 1767), дружина — Ірина Федорівна Корбе[26]
        - Ганна Іванівна (нар. між 1754 і 1755), чоловік — Олексій Підвисоцький (нар. раніше 1759 — пом. після 1780)

Микита Пилипенко, козак
Панько (Пантелеймон) Пилипенко, козацький полковник у 1648-49 рр.